# Phymatosorus pustulatus
Phymatosorus pustulatus är en stensöteväxtart. Phymatosorus pustulatus ingår i släktet Phymatosorus och familjen Polypodiaceae.

## Underarter
Arten delas in i följande underarter:
- P. p. howensis
- P. p. pustulatus